# Szintetizátor

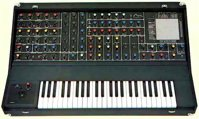
Maplin 5600-as analóg szintetizátor

A szintetizátor hangok elektronikus előállítására alkalmas, többnyire zenei hangszerként szolgáló eszköz. A zenei felhasználáson kívül korán felismert alkalmazási területük volt a hangeffektek előállítása hangmérnökök számára (pl. filmek, televíziós és színházi műsorok aláfestő hangkörnyezetének – nem csak a zene! – megalkotása).
Egy másik, némileg tágabb definíció szerint a szintetizátor olyan elektronikus eszköz (gép), amelynek feladata és képessége a hangszintézis (e műszakibb jellegű meghatározás eltekint a szintetizátorok hangszer voltától).
Egy hangok megszólaltatására ténylegesen képes szintetizátornak mindig legalább három részeszközből kell állnia:
1. a hangokat keltő elektromos rezgéseket előállító alegységből, melyet leggyakrabban hanggenerátornak neveznek[1][3]); ez a szintetizátor „lelke”. A hanggenerátor absztrakt fogalom, mint műszaki cikk, állhat oszcillátorokat tartalmazó analóg vagy digitális áramköri panelekből (az analóg szintetizátorok esetében), lehet számítógépes, digitális hangkártya,[4] lehet DSP-funkciókat ellátó nyomtatott áramköri panelek rendszere (digitális szintetizátorok). A mai sztenderdet jelentő feszültségvezérelt analóg szintetizátorokban a generátort két fő eszköz áramkörökké szervezhető sorozatai alkotják: a VCO szekció és néhány zajgenerátor, illetve a digitális gépekben ezek digitális megfelelői (pl. DCO).
2. a hangok tér-és időbeli jellemzőinek alakulását szabályzó vezérlő- és modulátor egységek. Ez az elméleti alegység általában két részre tagolódik: a generátor által előállított, nyers hangjeleket reprezentáló elektromos jelek akusztikai jellemzőit zeneivé módosító módosító (modifier, filter) modul (többnyire VCA-k, VCF-ek, burkológörbe-generátorok és egy gyűrűmodulátor alkotja), illetve a zenész és a hangszer, illetve más hangszerek közötti adatáramlást biztosító kontroller modul – utóbbi általában zongora- vagy orgonaszerű billentyűzet, de szerepét részben vagy teljesen, szerkezetbe többé-kevésbé integráltan vagy külső vezérlésű adatkapcsolat által átvehetik egyéb eszközök is (pl. érintőtábla, érintőképernyő, szekvenszer, mikrofon, lábpedálok, laptop, okostelefon, vagy különféle egyéb modulok)
3. hangszóró: a hanggenerátor által előállított „elektromos rezgéseket” (ingadozó feszültségű áramot) mechanikai rezgésekké, azaz ténylegesen  hangokká alakító erősítő- és sugárzó berendezés.

Az a fizikai folyamat (jelút), melynek során a kontroller által észlelt (pl. billentyűleütés által keltett) elektromos jel hatására a hanggenerátorban is elektromos jel keletkezik (ez a legegyszerűbb esetben a generátor áramköreiben folyó elektromos áram feszültségének ingadozása), majd ez különféle csatornákon át a hangszóróba jut, ahol az emberi fül számára hallható hang keletkezik, térben és időben játszódik le. A hallható hangot a hangszóró szolgáltatja először ezen időbeli folyamat során (tehát magában a szintetizátorban soha nincs funkcionális, a generátor által keltett hangrezgés), azonban ezt a generátor mint fizikai ok hatására teszi, és a generátor, valamint a modulátor részleg által keltett mintázatok adják meg a hang fizikai jellegét (a hangerőt leszámítva, amelybe a hangszórónak is „beleszólása” lehet). Ilyen értelemben a hangszóró közvetíti, de nem kelti a hangot, míg a hanggenerátor, bár valójában csak másodlagosan tekinthető hangkeltő forrásnak, hiszen hallható hang helyett „pusztán” elektromos hullámformákból álló audio jeleket (hangfrekvenciás jeleket) állít elő, egy elvont, de nagyon lényegi értelemben hangforrásnak tekinthető a folyamatban.
A modern szintetizátorok ezen kívül még rengetegféle egyéb modult tartalmazhatnak (pl. az energiaellátásért felelős tápmodul, más zenei vagy informatikai eszközökkel elektromosan kommunikáló modulok, hangfelvevő és – visszajátszó modul, memóriamodulok stb.). Így lesz az elektromos jeleket átalakító eszközből hangok keltésére és megszólaltatására alkalmas hangszer. Ugyanakkor az is előfordulhat, hogy a fent leírt három modulból az utolsó kettő vagy azok közül valamelyike hiányzik (ilyenkor azonban a szintetizátor nem képes önmagában hangkeltésre): hiányozhat a játékvezérlő alegység és a hangszóró is – ilyenkor a szintetizátort mint műszaki cikket hangmodulnak szokás nevezni. A hangmodulokhoz külső perifériákként kell csatlakoztatni a hangszer voltot biztosító alegységeket.
A szintetizátorok a huszadik század második felétől kezdve vannak jelen a zenei életben, tömeges elterjedésük a hetvenes (hivatásos zenekarok), majd a nyolcvanas (amatőrök, magánszemélyek) évektől kezdve figyelhető meg. Az elmúlt kb. fél évszázad alatt meghódították és részbe iparrá tették a könnyűzenét (ez nem feltétlenül dicséret); míg a hetvenes években a zenekarok többsége pusztán a könnyűzenét uraló jazz/rock műfajok nélkülözhetetlen kelléke, a színpadi orgona kiváltására használta, a hetvenes-nyolcvanas évek fordulóján megjelent a tudatos és a teljes zenei koncepciót uraló használatuk, valamint megjelentek a kizárólagosan ezt az eszközt használó zenekarok (synth pop). A kilencvenes évek elejére meghatározóvá váltak a könnyűzenében, egy teljesen külön műnemet, az elektronikus zenét teremtve. E műnemen túl is, egy-egy szintetizátor (vagy hasonló elektronikus hangeszköz) a maga lehetőségeivel és gyengeségeivel (pl. a szokásos arzenálból (hangversenyzongora, hegedű, kórus stb.) kiugró, egyedibb hangzást biztosító beépített, „preset” hangok vagy a polifónia alacsony/magas foka) sok esetben hallható mértékben meghatározhatja az ezt használó előadók, vagy akár egy zenei korszak stílusát, ikonikus motívumait.
A szintetizátoroknak számos előnyük van a hagyományos billentyűs hangszerekkel szemben, így pl. 1). a hangkeltés rugalmas, emulatív volta (több-kevesebb tökéletességgel „imitálható” velük nemcsak többféle hangszer, akár egyszerre is, hanem egész zenekarok hangzása); 2) a hordozhatóságuk, és 3). digitalizálható voltuk, azaz hogy képesek kommunikálni a modern digitális eszközökkel (számítógépek, más hangszerek), így pl. elláthatóak memóriával akár a játék, akár az ennek során alkalmazott vezérlőutasítások és beállítások tárolására, vagy alkalmasak a játék automatizációjára is („gépzene”).

## Fajták

### Analóg / Digitális
Alapvető különbséget jelent a szintetizátor által előállított hang minőségében és „hitelességében” a hangképzés volta, nevezetesen hogy ez digitális vagy analóg módon történik-e. Az analóg szintetizátorok körülbelül a XIX-XX. századtól kezdve nagyjából párhuzamosan fejlődtek a digitális szintetizátorokkal, illetve az elektroakusztikus hangszerekkel. A kísérleti zenében, a zene-és művészetelméletben és a technológiai kutatások területén a legújabb korban már jóval a megvalósíthatóságot biztosító technológiák felfedezése előtt felmerült az igény hangszintézisre képes gépekre. Ez az igények egyrészt főleg az univerzális hangszintézis vágyát (egy gép állít elő mindenféle elképzelhető hangot) jelentették a folytonos művészi újat keresés, a meglévő elektro-akusztikus hangszerek lehetőségeivel való elégedetlenség, az ismeretlen hangtartományok meghódítása, a kifejezési formák modernizálása (az atom-, robot- és gépkorszak előérzete) jegyében, másrészt pedig a zene automatizálását és legalábbis lejátszás tekintetében való tömegesítését, iparosítását.
Ami a tömegesítést illeti, elsőként az analóg hangszintézis területén sikerült ilyen áttörést elérni (Don Buchla, Robert Moog) a hatvanas évek közepén a feszültségvezérlés elvével; noha ekkoriban már léteztek a digitális, sőt számítógépes laboratóriumi szintetizátor-kísérletek is. A digitális technológia tömegesítése az első PC-kkel azonban mintegy tizenöt-húsz évvel az „analóg forradalom” után következett csak be.
Az analóg szintetizátorok működésének alapja, hogy az általában egy-öt oszcillátor működésére épülő analóg hanggenerátor modul matematikai és fizikai jellemzőit tekintve „egyszerű” formájú elektromos rezgéseket állít elő (a gyakori alap-hullámformák: szinuszjel, háromszögjel, pulzusjel – azon belül négyszögjel – továbbá a fűrészfogjel), oszcillátoronként egyet-egyet, majd ezt különféle vezérlő modulok (modifier / mixer-filter szekció) az egyes formák modulálásával, valamint több alapforma keverésével és variálásával zeneileg karakteresebbé, hitelesebbé teszik (a valódi hangszerek hangjához képest ugyanis az alap-hullámformák hangja rendkívül steril – a különbség olyasmi, mint ami egy valódi ember fényképe és egy háromdimenziós modellezőprogrammal rajzolt, még textúrázatlan ember-modell között észlelhető). A modern digitális szintetizátorok vagy valamilyen módon digitális áramkörökkel szimulálják ezt a folyamatot (digitálisan vezérelt oszcillátor), vagy pedig hangmintákra (sample-k) épülnek, az imitálni kívánt hangszerből professzionális audio mintavevőkkel hosszabb-rövidebb mintákat vesznek, majd ezt valamilyen tömörített elektronikus formában tárolják a hanggenerátor memóriájában. Mivel a mintavétel mindig egyszeri, korlátozott, részleges jellegű, azonkívül az időben jóval folytonosabb természetű analóg fizikai jelenségekkel szemben (mint pl. általában a hangrezgések és hangkeltés) időben erősen korlátozott, „szaggatott” (diszkrét) jellege van, természeténél fogva nem adhat vissza minden egyediséget és minden különbözőséget sem, így mindig, már eleve elméleti szinten is, közelítő jellegű. A részletesebb mintavételhez- és tároláshoz még a mai körülmények között is nagynak számító memóriaigény szükséges, ami jelentős hatással van egy digitális szintetizátor kereskedelmi árára.
Uralkodó vélemény a zenésszakmán belül, hogy az analóg hangkeltés általában eleve magasabb hangminőséget és hitelességet képvisel, mint a digitális hangszintézis (digitális szintetizátorral jóval rugalmasabban és könnyebben lehet egy létező akusztikus hangszert imitálni, hiszen a technológia eleve a létező hangszer mintáira épít. Ha viszont elvonatkoztatunk az imitáció hűségétől, és csak azt nézzük, a hang önmagában hogyan szól, mennyire alkalmas zenei elemnek – akkor általában az analóg szintetizátorok a verseny győztesei). A digitális technológia, azon belül a hangkeltő eszközök rohamos és egyelőre csillapítatlannak látszó fejlődése a nem túl távoli jövőben esetleg felülírhatja ezt.
Kezdetben az analóg szintetizátorok hanggenerátorként szolgáló rezgőkörei meglehetősen instabil működésűek voltak: könnyen túlmelegedtek (zeneietlen recsegést okozva a hangban), azonkívül érzékenyek voltak a környezeti feltételekre – pl. a stúdió vagy az előadóterem elegendő nagyságú hőmérséklet-változásaira a játék közbeni elhangolódással reagáltak. Eredetileg erre a nemkívánatos jelenségre reagálva kezdték a Yamaha cég mérnökei kidolgozni a digitális szintetizátorok elméleti és gyakorlati alapjait. Hamarosan ez a szintetizátorfajta azonban külön utakat kezdett járni, a gyakorlatban ugyanis kiderült, hogy nem helyettesítheti egy az egyben az analóg szintetizátorokat, mindegyik fajta szerkezetnek megvannak a sajátos erősségei és gyengeségei. A legkomolyabb digitális szintetizátorok nagyjából, nagyságrendben egy árban vannak a legdrágább analóg szintetizátorokkal (Yamaha Tyros család – Moog Minimoog Reissue család), azonban még manapság sem helyettesíthetik egymást teljes mértékben: a digitális gépek sokkal rugalmasabbak számos téren, mint pl. az egyes hangszerek egymással való vezérlése és a számítógépekkel való kommunikáció, az akusztikus hangszerek hangjának precízebb imitációja és az e téren való hajlíthatóság, kezelhetőség; az automatizált működés (pl. kíséretautomatika), a polifónia; ugyanakkor számos területen az analóg szintetizátorok a jobbak (a hang „teltsége” vagy „vastagsága”, illetve a hangok szabadabb modulációja és emiatt keletkező egyedisége – analóg szintetizátorral „bármilyen extrém hang”, a zeneitől a zörejig, pillanatok alatt és célzottan előállítható, a digitális szintetizátorok erre jóval korlátozottabban képesek).

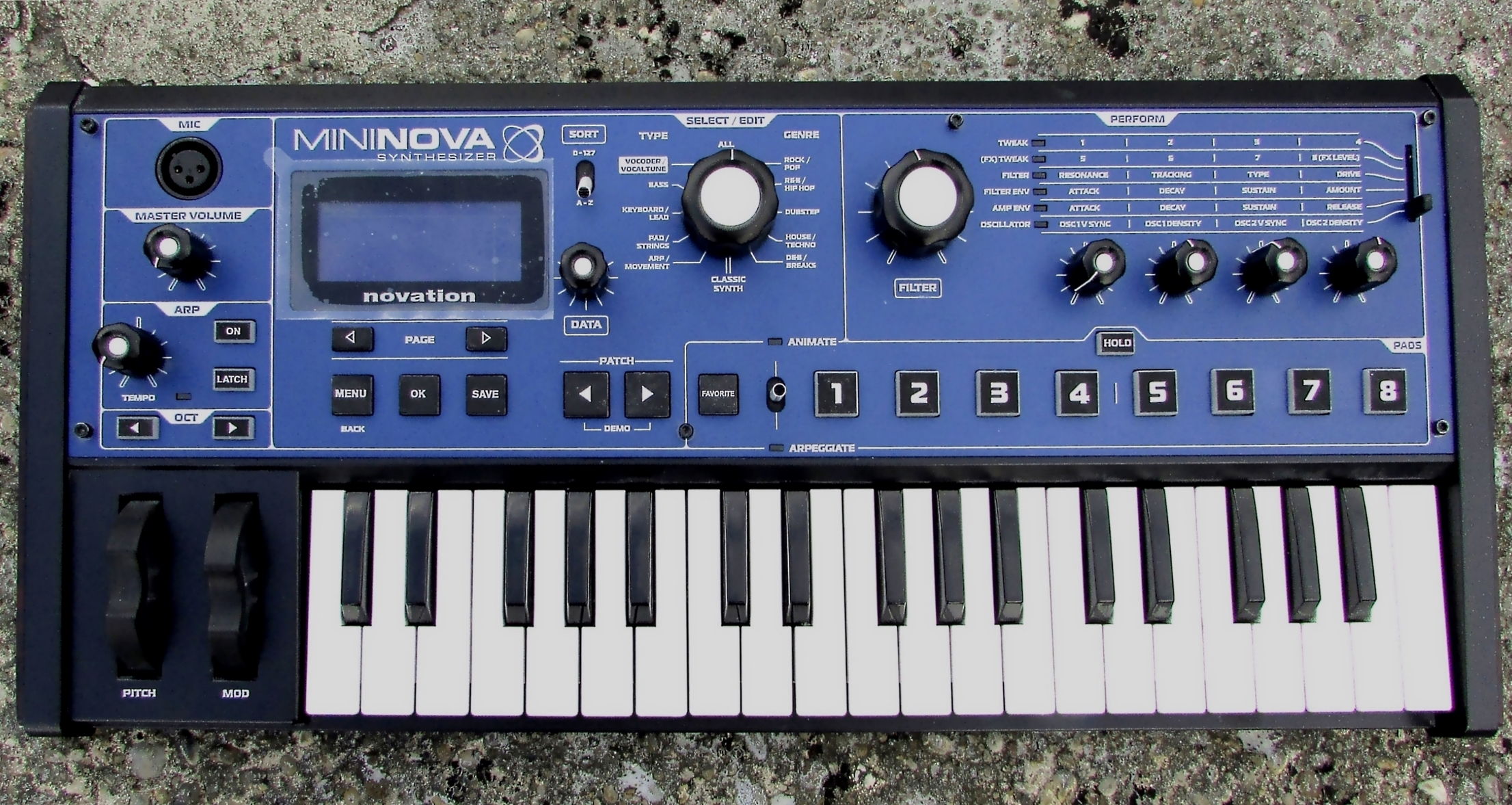
Novation MiniNova (megjelent: 2012) virtuális analóg (digitális) kisszintetizátor

A kétezres évektől kezdve megfigyelhető a két technológia egyesítésére való törekvés, az ún. virtuális analóg, illetve hibrid (analóg+digitális) szintetizátorok megjelenése. Az első komoly virtuális analóg szintetizátor, a Clavia Nord Leadje 1995-ben jelent meg, a következő két évtizedben egyre több ilyen rendszerű hangszert készítettek.

### „Kompakt” szintetizátorok gyakoribb típusai a kereskedelmi forgalomban

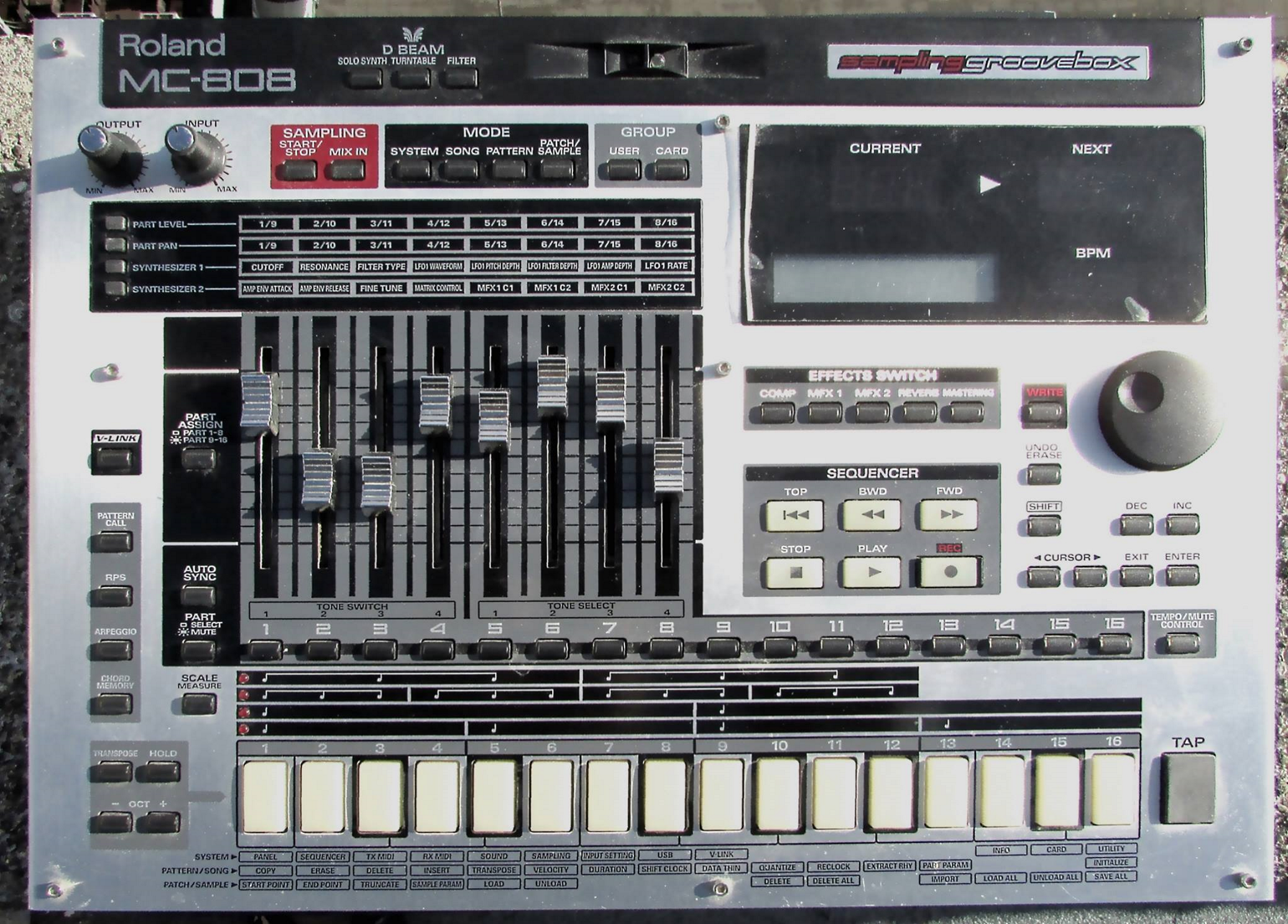
Roland MC-808 groovebox

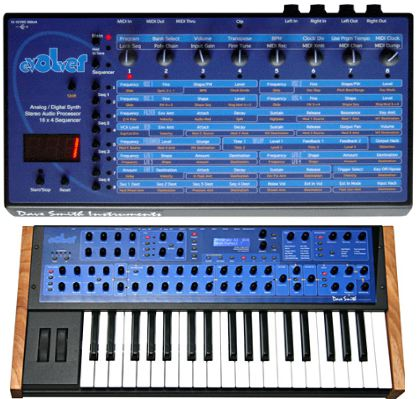
DSI Evolver szintetizátor „desktop” (asztali) és „keyboard” (billentyűs) változata

„Kompakt szintetizátoron” itt olyan elektronikus hangkeltő rendszert értünk, melyet zenészek számára gyártottak, és a hangszernek a hangkeltés számára létfontosságú moduljai (esetleg a kontroller szekciót kivéve, amely hiányozhat) előregyártott módon egy kompakt, zárt fa-, fém- vagy műanyag házban foglalnak helyet (a „kompakt” kifejezés tehát kizárja a moduláris, a szoftveres szintetizátorokat és a számítógépes hangkártyákat). Elsősorban a kereskedelmi forgalomban lévő hangszerekről van itt szó, és nem pl. a kísérleti célokra készült, egyedileg készülő szerkezetekről.
Említettük a különbséget a „teljes” kiállítású kompakt szintetizátor (generátor, modulátor, kontroller, és többnyire hangszóró egységeket is tartalmaz, azonkívül többnyire memória modult a hangszínek, beállítások tárolására, esetleg hangfelvevő-lejátszó rendszert is) és a hangmodul (generátort és általában modulátor szekciót is tartalmaz, kontroller és hangszóró egységet szinte sohasem) között.
Ezen felül általában – noha korlátozott mértékben – különbséget lehet tenni „általános célú” és „korlátozott célú” vagy „részfunkciós” szintetizátorok között. Az „általános célú”, „közönséges” hangszerek célja a minél rugalmasabb és minőségibb hangképzés és moduláció. Vannak azonban olyan elektronikus hangszerek, amelyeket bizonyos meghatározottabb zenei célokra optimalizáltak, hogy professzionálisabb módon valósítsák meg az amúgy is funkcióterhelt (túl nagy, túl drága, de pl. mégsem „elég jól doboló”) billentyűs szintetizátorok olyan részfunkcióit, melyeket esetleg érdemes külön gépbe „kiszervezni”. Ilyen „kiszolgáló és bővítő” szintetizátorok:
szekvenszerek
dobgépek és dobszintetizátorok
basszus szintetizátorok (basslinerek)
samplerek
kiegészítő ill. miniszintetizátorok
fúvós-szintetizátorok
vonós szintetizátorok
gitárszintetizátorok
groovebox-ok
DJ kontrollerek
Megjegyzendő, hogy ezek a típusok és elnevezések, noha a kereskedelmi gyártók és forgalmazók ténylegesen használják őket, nem tekinthetőek matematikai vagy műszaki precizitású definícióknak, mert a technológiai fejlődés és a felhasználói igények egyre inkább elmossák és esetlegessé teszik köztük a különbségeket. A hetvenes években pl. egy analóg dobgépet aligha lehetett másra használni, mint dobhangok szekvenálására, a manapság (kétezres évek) készült dobgépek többsége viszont egyben teljes értékű „kompakt” szintetizátornak is tekinthető, ha hangképzési képességeiket tekintjük, és egy MIDI kontrollerel kiegészítve akár helyettesíthetik is a hagyományos „billentyűs” szintiket (értsd: így kiegészítve a szó szoros értelmében billentyűs szintetizátorrá válnak). Fordítva pedig, egyre inkább megfigyelhető tendencia, még az analóg szintetizátorok körében is, hogy olyan funkciókkal egészítik ki őket – többnyire az arpeggiator és a szekvenszer említendő itt – amelyek a hetvenes-nyolcvanas években még külön szerkezeteknek minősültek.
Azokat a nagy tudású, professzionális (nagyzenekari, akadémiai) és „félprofesszionális” célokra készült billentyűs szintetizátorokat, melyek a kötelező három összetevőn (generátor, modulátor-kontroller, s többnyire, hangszóró) kívül nemcsak az élő dallejátszásra, hanem az eredetileg stúdiómunkának számító komplett dalok összeállítására szolgáló összetevőket is tartalmazzák (szekvenszer és/vagy kíséretautomatika, hangfelvevő-lejátszó rendszer, patch memória és dalmemória), zenei munkaállomásnak nevezik. A kíséretautomatikát tartalmazó billentyűs szintiket „arranger”-nek vagy arranger billentyűzetnek is nevezik.
|  |  |

A billentyűs szintetizátorokat sokszor egyszerűsített konstrukcióval, billentyűzet nélküli változatban is forgalomba hozzák. Az ilyen formák közül az egyik fajtát „desktop változatnak” (asztali változat) nevezik, ennek célja általában, hogy a zenész a saját maga által választott billentyűzetével, és általában számítógéppel való közös munka során használhassa (ilyenkor a nagy helyet foglaló billentyűzetek, főleg több szerkezet esetében, a kisebb vagy zsúfoltabb stúdiókban útban lennének). A másik forma szabványos rögzítőelemeket tartalmaz és szabványméretű házban foglal helyet, hogy az ún. eurorack szabványú moduláris szintetizátorszekrényekbe lehessen erősíteni. Ez a billentyűs szinti (euro)rack (szekrényszerű) kiszerelése. Ennek értelme általában az, hogy a hangszert moduláris szintetizátorrendszerekkel együtt lehessen használni, azokba térbeli és funkcionális értelemben is beillesztve (a hetvenes években megjelent moduláris szintetizátorok jelenleg egyfajta reneszánszukat élik, sok kísérletező kedvű zenész erre esküszik napjainkban).

## Történelem

### Kezdetek
Az első szintetizátorokat jobbára kísérleti zenei célokra készítették.

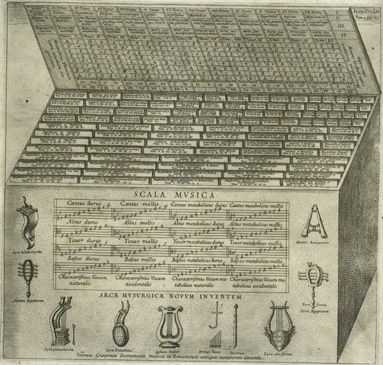
Kircher zeneládájának rajza

Az elméleti igény a gépek keltette zenére már igen korán, 1650-ben felbukkant a német jezsuita szerzetes, Athanasius Kircher Musurgia universalis ... c. tudós művében. Ennek nyolcadik fejezetében (Musurgia Mirifica) bukkan fel az Arca Musarithmica nevű, többek közt véletlen zene szerzésére (előállítására) szolgáló „számítógép” (algoritmus) ötlete (ugyanő 1673-as Phonurgia Nova c. művében a zene távoli helyekre való továbbításának lehetőségével is foglalkozik). A Raimundus Llullus kombinatorikus eszméi nyomán felépülő Arca Musarithmica nem a lejátszás automatizálását, hanem részben a zeneszerzés „demokratizálását” (a szükséges szakértelem kiiktatását, megkerülését) célozta meg: egy méretes faláda volt, melyből bizonyos szabályok alapján zeneműrészleteket lehetett bizonyos sorrendben kiválasztani. A kottát Kircher egyszerűen számjegyekkel helyettesítette, az eredmény mindig egy negyedrendben polifon zenemű lett, a „gép” több millió ilyen mű előállítására képes. Több volt, mint homályos elméleti konstrukció: Kircher egy korabeli tudományos problémákat (naptárkészítés stb.) is megoldó bővített formáját, az Organum Mathematicumot több példányban is megépítette és elküldte különféle befolyásos barátainak és pártfogóinak. 2006-ban Jim Bumgardner, a Disney egyik programozó és zenész munkatársa, algoritmikus és kísérleti művész megírta a Arca Musarithmica pc-s változatát, az alkalmazás MIDI- és Pdf-formátumú kotta fájlokat képes generálni.
Llullus és a nyomában járó kutatók az effajta kombinatorikus gépektől a természet végső titkainak feltárását is várták: a tökéletes nyelv megalkotását, a geometria, fizika és asztronómia teljes leírását stb. Elvük a hangszintézisben is visszaköszön annyiban, hogy minden hangot bizonyos értelemben egyszerűbb, előre definiálható – noha nem véges számú – elemből, alap hullámformákból és burkológörbékből kell előállítani.
Kempelen Farkas magyar származású tudós 1769-ben a süketnémák életének megkönnyítése végett aerofon jellegű beszélőgépet (beszédszintetizátort) tervezett és épített. A korabeli példányokból egyetlen maradt, ma a müncheni Deutsches Museumban van. Egy újraalkotott élethű, működő másolat a Magyar Tudományos Akadémia Nyelvtudományi Intézetében, a Magyar kísérleti beszédkutatás című állandó kiállításon tekinthető meg (bejelentkezés: 06-1-3214830/172 mellék). Ez a hangszintézis speciális esete, amely az emberi beszédet imitálná (a probléma máig nem tekinthető véglegesen megoldottnak).
1906-ban Thaddeus Cahill megépítette a Dynamophone-t vagy Telharmoniumot, egy gépet, amely változó feszültségen működő dinamók meghajtotta hangkerekekkel, tehát eredendően elektro-mechanikai hatással (nem tisztán elektronikus módon) állított elő zenét. Ez volt az első additív szintézises berendezés. Eredetileg arra tervezték, hogy hangot közvetítsen telefondrótokon, azonban a drótok túl gyengék voltak az összes jelhez. A generátorok különböző frekvenciájú és intenzitású tiszta hangokat állítottak elő (a hangerőszabályzás dinamikát adott).  Cikkek jelentek meg a McClure's Magazine-ban, melyek kijelentették, „demokrácia a zenében... a zenész gombokat és kapcsolókat használ a fuvola vagy klarinét hangjának felépítésére, ahogy a művész használja ecseteit színkeverésre, hogy egy bizonyos árnyalatot kapjon... forradalmasíthatja zenei művészetünket...” Az elektromechanikus generátor fogyasztása és egyéb fizikai jellemzői azonban hosszabb távon szuboptimálisak voltak, gép pedig több, mint 200 tonnát nyomott, ennélfogva a valódi forradalmasítás szó szerint súlyos nehézségekbe ütközött.

### Az első mai értelemben vett szintetizátorok

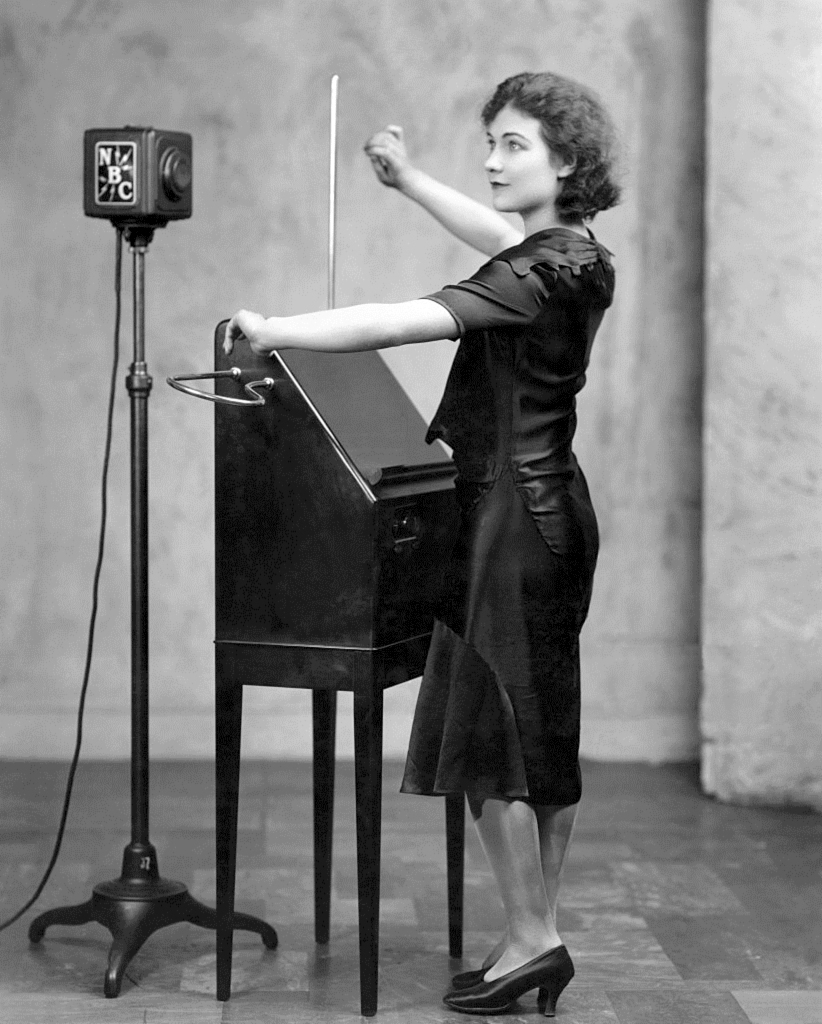
Alexandra Sztyepanova (L. Theremin első tereminista tanítványa) tereminen játszik (1930)

Automatizálható, hangszintézisre képes vagy részben elektromos hangkeltésű mechanikus és elektromechanikus hangszerek történelmi sora után 1919-ben születik meg az első teljesen elektronikus hangszer, a kezelő teste által a hangszer kibocsátotta elektromágneses térben (rádióhullámokban) keltett zavar vezérelte teremin, az orosz születésű Lev Tyermen (nyugaton: Leon Theremin) elektromérnök és feltaláló műve. A teremint – nevezték éterfonnak, tereminofonnak, termenvoxnak, tereminvoxnak is, és végül az USA-ban tereminnek – amely meglehetősen szívesen alkalmazott hangszerré vált (a BBC 1963-ban indult Ki vagy, doki? c. sci-fi sorozatának főcímzenéje a köztudatból kiirthatatlanná tette), olyan inkább kuriózumnak számító hangszerek követik, mint a Jörg Mäger tervezte szferofon (1921/1926), partiturofon (1930) és kaleidofon (1939); melyek a II. világháború során megsemmisülnek, illetve mint a Maurice Martenot készítette Ondes-Martenot (1928) és a Friedrich Trautwein alkotta trautónium (1930).
A szferofon vagy elektrofon (1921) a tereminhez hasonlóan rádiófrekvenciás oszcillátorok keltette hangot adott, de hangszín- és hangmagasság-vezérelhető volt. Második változatában (1926) Mäger már billentyűzettel is ellátta.
1930-ban André Giveles mérnök-fizikus és Eduard Eloi Coupleux oszcillátorok hangkeltésére épülő, lyukszalaggal automatizálható működésű elektromos orgonát készít. A Coupleux-Givelet orgona nemcsak a szintetizátornak, hanem primitív szekvenszernek is tekintendő.
1938-ban Laurens Hammond és társai – a világhírű elektromechanikus hangszer, a Hammond-orgona sikere után – elkészítik a hangkerekek helyett teljesen elektronikus hangkeltésre épülő Novachordot. Ezt az elektromos zongorát/orgonát sokan az első polifon szintetizátornak tartják (analóg hangszer létére 72 rendű polifóniája a mai piacokon is elismerésre méltó lenne). Hangszínvezérlése nehézkes volt, földöntúli hangszínei a korabeli misztikus filmek és horrorfilmek kedvenc aláfestő hangszerévé tették, de üzletileg mégis sikertelen modell volt, ha volt is szándék vagy igény a tömeggyártására, a II. világháború szele elsodorta.
1935-ben a Bell laboratóriumban megszületik a vokóder, Homer Dudley találmánya, amely bizonyos korlátozott (vagy inkább átvitt) értelemben beszédszintetizátornak tekinthető, és az elektronikus zene egyik fontos kelléke lesz.
Közérthető formában az első tudományos publikációt a hangszintézisről Daphne Oram készítette 1958-ban, melyet az "oramics"-technológiaként nevezett el. Tulajdonképpen ez a kezdetleges szintetizátorok működését ismertette.
Kezdetben analóg szintetizátorok fejlődtek ki, később digitálisak és az ún. hibridek (analóg/digitális), majd az analóg technika reneszánsza révén divatba jöttek a virtuális analóg (ezeket DSP vezérli), illetve egyéb szoftverszintetizátorok
1949-re elkészül az ausztrál CSIRAC, Trevor Pearcey és Maston Beard komputermérnökök vezetésével épített számítógép. 1951-ben Geoff Hill programot ír néhány korabeli népszerű sláger ezen gép által való megszólaltatására. Ezzel megszületik a számítógépes zene fogalma.
Összességében elmondható, hogy az első szintetizátorok általában kevés hangszín („hangszer-imitáció”) előállítására voltak képesek, és nem is volt egyéb céljuk: ilyenek az elektromos orgonák (Hammond, 1933) és a meglehetősen speciális teremin, valamint az elektromos dobok.

### A feszültségvezérlés és a programozhatóság megjelenése

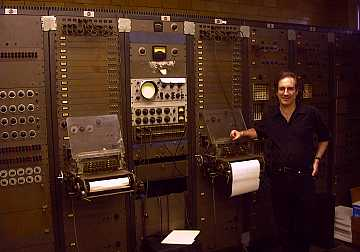
Olson-Belar RCA Mark II. SS szintetizátor. Computer Music Center, New York

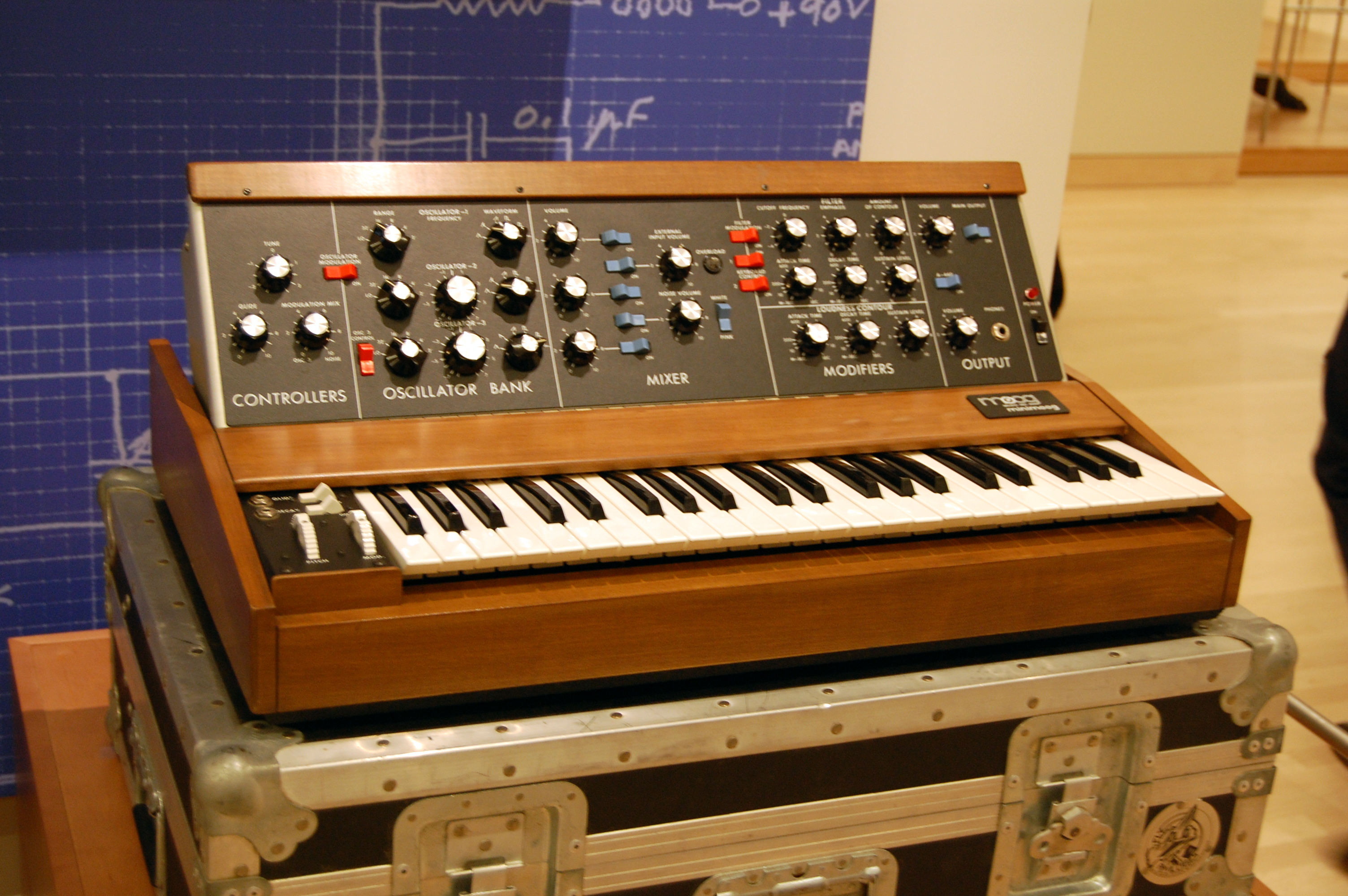
Minimoog 'Model D' változat, a zenetörténelem legikonikusabb szintetizátora

Ezután jelentek meg az első olyan analóg programozható (többhangszínű, hangszínvezérelhető) szintetizátorok, mint pl. az Olson-Belar-féle RCA szintetizátor (1955), amelyek különböző hangszínek előállítására voltak képesek. A „programozhatóság” speciális, a hatvanas-hetvenes évek mérnöki tudományából, a kibernetikából eredő, hangtechnikai kifejezés, és nem ugyanazt jelenti, mint a számítógépek programozhatósága, vagyis automatikus és feladatrugalmas működése (utóbbi már az egy-két évtizeddel későbbi személyiszámítógép-korszak hétköznapi szakkifejezése). Egyszerűen csak arra utal, hogy a gép konfigurációja a kezelő szándékainak megfelelően megváltoztatható, tehát a gép hangszíne vezérelhető.
Az RCA Mark I. SS jelű gépet az Amerikai Rádiótársaság (RCA – Radio Corporation of America, SS = sound synthesizer, hangszintetizátor) princetoni laboratóriumának szakemberei, Harry Olson és Hebert Belar készítették el az ötvenes években. Az 1949-es kiadású "A Mathematical Theory Of Music" című publikáció ösztönözte kutatásukat, mely a különféle populáris dalrészletekből készített új zene előállításának problémájával foglalkozott. A hangszíneket egy fűrészfogjel-generátor által előállított fűrészfoghullám szűrő-modulációjával (szubtraktív hangszintézissel) állították elő, műszaki szempontból tizenkét darab vákuumcsöves oszcillátor alkotta, amelyeket egy egyedi tervezésű vezérlőegység hajtott meg; 1 darab fehérzaj-generátort is tartalmazott; a generátor által létrehozott alapjelekhez burkológörbét, szűrőket, modulátorokat és rezonátorokat is lehetett illeszteni. A hangjegyek és egyéb paraméterek rögzítésére pedig papírtekercset alkalmaztak, amely a zeneszerző számára összetett paraméterek lejegyzését tette lehetővé. A kész hangot egy lemezvágó rögzítette azonnal, amely párhuzamosan hat darab három perc hosszúságú hangsáv tárolására volt elegendő. Ezt később egy sokkal rugalmasabb szalagos felvevőegység váltotta fel. A sávok újbóli felhasználásával összességében így 216 hangsávot lehetett rögzíteni vele.
A sors iróniája, hogy az Olson-Belar szintetizátor egész véletlenül informatikai értelemben is programozható volt: írógép-klaviatúrára hasonlító billentyűzete bináris kódú utasításokká kódolta a leütéseket, amelyeket egy negyvencsatornás lyukszalaggal működő vezérlőegység alakított hangjelekké. 1957-ben ugyanez a két mérnök megalkotja az RCA mark II.-es, tranzisztoros hanggenerátort tartalmazó, szintén lyukkártyavezérelt laboratóriumi szintetizátorrendszert. Ez az első eszköz, amely tudatosan azzal a céllal épül, hogy a segítségével akármilyen elképzelhető hang előállítható legyen. 1961-ben írja az első zenedarabot erre az eszközre Milton Babitt (Kompozíció szintetizátorra), 1968-ban pedig Charles Wuorinen (Time Enconium). A készülék két változatban készült el: RCA MK-I néven 12 oszcillátorral és a későbbi, továbbfejlesztett változat MK-II néven 24 oszcillátorral. A Mark II-es gép ma is működőképes.
1963, illetve 1964 újabb forradalmat jelent az elektronikus hangszintézis történetében: megjelennek a feszültségvezérelt szintetizátorok. Ez az inkább technikai, semmint a zenei lényeget érintő újítás lehetőséget adott a laboratóriumi szintetizátorok méretének és árának jelentős csökkentésére és ezáltal óriási lökést adott az elterjedésüknek. 1963-ban a Rockefeller Alapítvány zsoldjában álló két elektronikus zenei komponista, Morton Subotnick és Ramon Sender a kaliforniai Buchla és társai céget egy élő fellépéseken is használható elektronikus hangszer készítésével bízzák meg. A céget vezető mérnök, Don Buchla hamarosan elkészül moduláris rendszerű VC-elvű (voltage control = feszültségvezérlés), érintőfelülettel kezelhető hangszerével, az Electronic Music Boxszal, ami 1966-ban kerül piacra. Hasonló feladatba kezd a new yorkban tőle függetlenül dolgozó elektromérnök, Robert Moog. Moog egyedi rendelésre készülő moduláris, VC-elvű billentyűs szintetizátorai már 1964-túl kezdve megvásárolhatóak. Cége hamarosan kifejlesztette az ormótlan, ruhásszekrény méretű moduláris gépek kézitáskában elférő változatát, a szintetizátortörténelem legikonikusabb hangszerének számító Minimoog-ot. Ezzel megnyílt az út a szintetizátor közönséges fellépéshangszerré válásához.

#### Timbralitás, polifónia

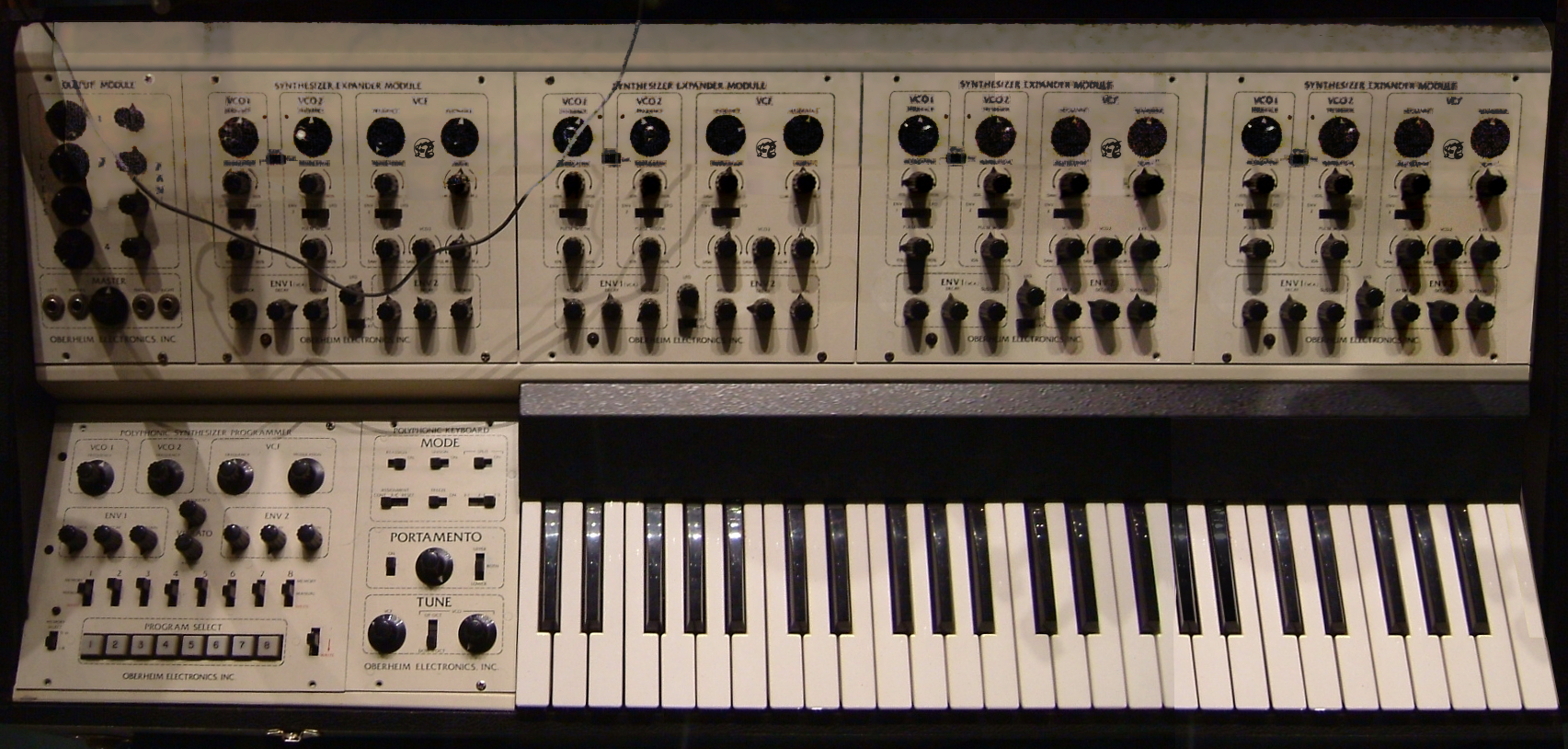
Oberheim FVS-1 „négyhangban” polifonikus analóg szintetizátor. Az első oszcillátoros, tömeggyártott polifon analóg kompakt szintetizátormodell

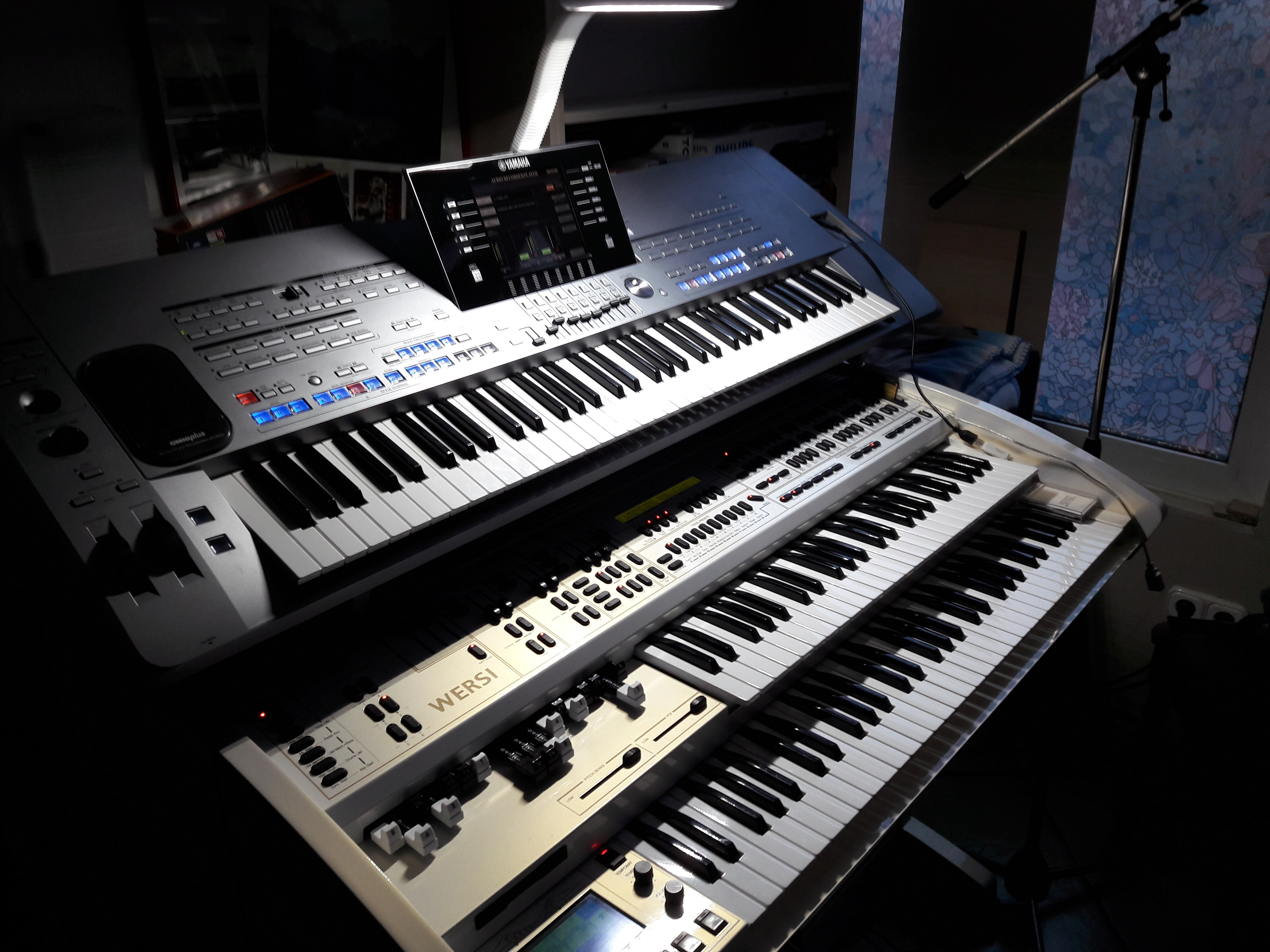
Yamaha Tyros 5 „zászlóshajó” szintetizátor (felül) és Wersi digitális orgona (alul)

Az analóg szintetizátoroknak ezen második generációja még monotimbrális és monofonikus volt: többféle hangszínt voltak képesek előállítani, de egyszerre csak egyet, illetve egyszerre csak egy „hangsáv” megszólaltatására voltak képesek – tehát két billentyű lenyomásakor is csak egy hang szólalt meg, noha ilyenkor a hangok csak magasságukban különböznek, hangszínükben nem. Ráadásul az akusztikus hangszerekhez képest a korai analóg szintetizátorok jellegzetesen „vékonyan” szóltak, csipogtak.
A problémára kezdetben a rétegelési (layerezés) technika számított megoldásnak, melyet a progresszív rock nagyjai fejlesztettek ki: ugyanazt a dallamot egyszerűen egyszerre több hangszeren (élőben 2-3, stúdióban akár több is) játszották, sok esetben az egyes hangszereken eltérő hangszíneket alkalmazva.
Az Oberheim cég 1975-ben fejlesztette ki az első polifon (és ezzel együtt, multitimbrális) tömeggyártott analóg szintetizátorokat. (A harmincas években a vákuumcsöves hanggenerátorú Novachord már 72 rendben polifon volt, de abból csak 1038 darab készült). A korai modelleken kettő (TVS-1), négy (FVS-1), vagy nyolc (FVS-1 továbbfejlesztett változat) hangot lehetett megszólaltatni egyszerre; kezdetben csak azonos hangszínnel, később már rétegelve is, a különböző hangszíneket egyszerre alkalmazva.
Néhány éven, évtizeden belül az elektromos hangszerek e tulajdonságokban is jelentős evolúción mentek keresztül (pl. egy „szuperfejlett” Yamaha Tyros családba tartozó digitális szintetizátor 120-130 hang polifonikus megszólaltatására képes, egyszerre akár 3 hangszínt (hangszerimitáció) is megszólaltathat (ha MIDI mestervezérlő képességeit is figyelembe vesszük, akár tizenhatot is, igaz, utóbbiakat többnyire más elektromos készülékeket és azok hangszíneit vezérelve), és több száz, a perifériás tárolókat (USB-pendrive) is figyelembe véve akár sok ezer hangszer potenciális utánzására és tárolására is képes).
A hangszer ez irányú teljesítménye egyébként nemcsak a hanggenerátor képességeitől függhet, hanem sok egyéb technikai, illetve egyéb paramétertől (pl. a billentyűzet- és memóriavezérlés módja, az ehhez használt alkatrészek ára stb.). A szintetizátor által imitált hangszíneket (kvázi hangszereket) az egyes gyártók többféleképp nevezik, nincs egyértelműen rögzült kifejezés a fogalomra: a Yamaha cég és más digitális hangszerek gyártói pl. a voice (elterjedt magyar fordításban: hangszín) kifejezést alkalmazza, de szokás a „patch”, a „tone”, a „timbre”, a „sound” illetve a Roland cég terminológiájával, a „program” kifejezés használata is.

### Moduláris / előregyártott szintetizátorok

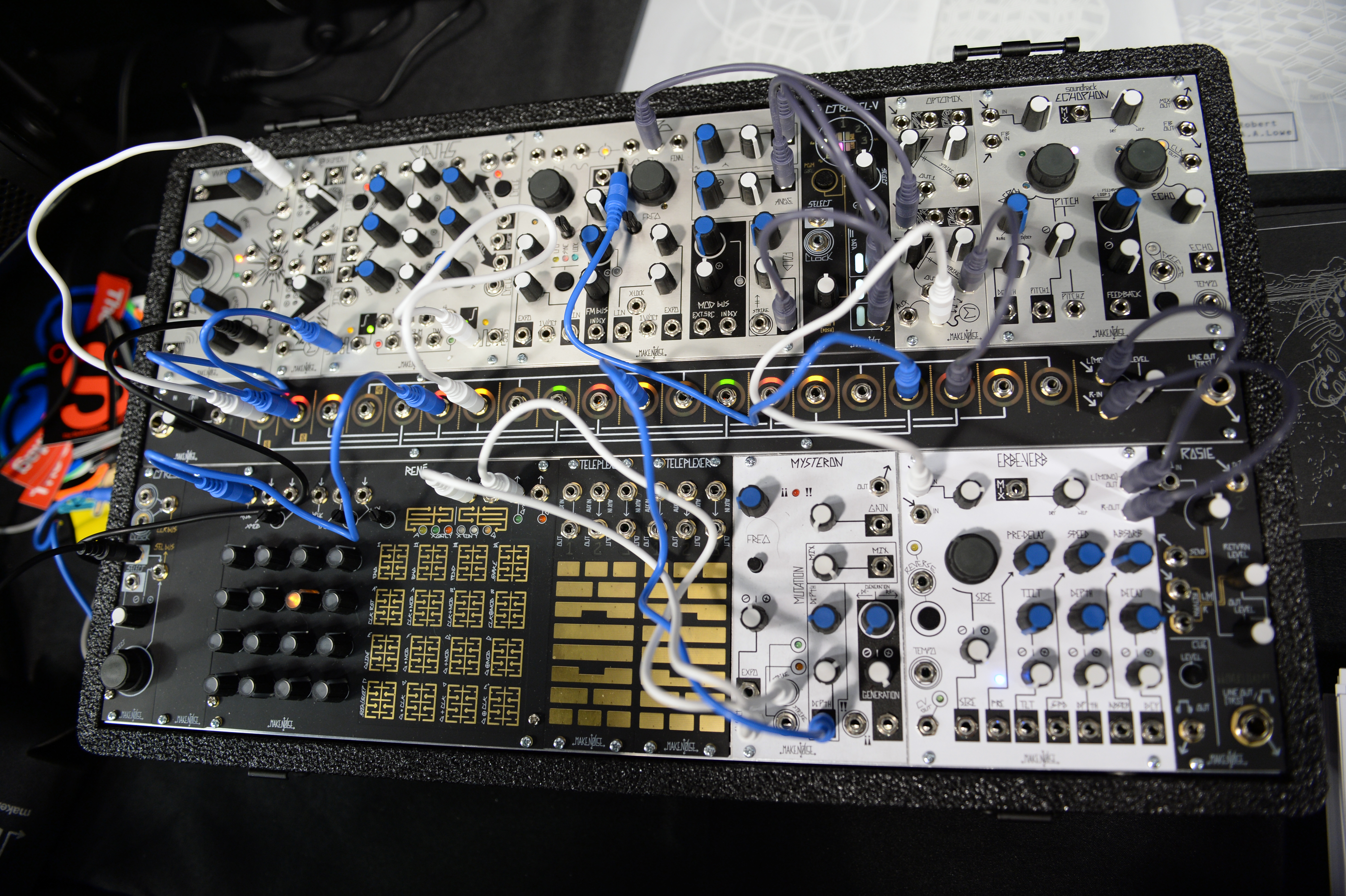
Moduláris szintetizátor, jellegzetes patch-kábelekkel

Az első hangszínvezérelhető analóg szintetizátorok kinézetben és kezelési módban is magukon viselték, hogy áramköri elemek összeszerelésével készültek. Egy hangszín beállításának szerves része volt rajtuk, hogy a különböző áramköri modulokat – többek közt az oszcillátorokat tartalmazó részleget a különféle, opcionálisan választható szűrőkkel – igény szerint kábelekkel kötötték össze. A szintetizátor különféle részlegei, moduljai elvileg cserélhetőek, kombinálhatóak voltak. Az ilyen szintetizátorokat modulárisnak nevezzük, szemben a gépházba teljesen beépített és csak szervizben módosítható „kompakt” szintetizátorokkal. Az első hangszínvezérelhető elektronikus szintetizátorok modulárisak voltak, mint pl. a Don Buchla által gyártott Buchla 100 (1963-1970), a Moog cég gyártotta Moog Syntesizer sorozat (M Synthesizer 1c,2c,3c, 1p, 2p, 3p és társaik, 1969-1973).
A koncepciónak több, a gyakorlatban nemigen beváló előnye, és több hátránya is volt. Egyrészt, valószínűleg szerepelt az az elgondolás a gyártók részéről, hogy a kisebb pénzű vagy kisebb igényű vásárló kevesebb modult vásárolhasson, vagy fokozatosabban állíthassa össze szintetizátorrendszerét. Ez látszólag rugalmasabbá tette a piacot, valójában a korai szintetizátorok, az 1960-70 években, annyira drágák voltak, hogy egy működő moduláris rendszert még „részletekben” vásárolva is csak nagyon kevesen engedhettek meg maguknak (ebben a korszakban jobbára a befutottabb és professzionálisabb progresszívrock-zenekarok engedhették meg maguknak a bolti moduláris rendszereket). Másrészt a szintetizátorok félig-meddig laboratóriumi technológiának számítottak, nem tömegcikknek, valamint sokkal inkább stúdió-technológiának, semmint élő, performance eszközöknek. Ezért nem volt akkora igény sem arra, hogy jól nézzenek ki, könnyen szállíthatóak és az ilyenkor bekövetkező igénybevételnek mechanikailag ellenállóak legyenek (amit egy kompakt gépház biztosíthat). Harmadrészt, de a másodikként említett ponttal összefüggésben, a szintetizátorok mint technológia és mint hangszerek is, szokatlanok voltak, a kezelésük a zeneelméleti és zongorabillentyűsi tudáson kívül extra műszaki szakértelmet igényelt – egy szintetizátor kezelője számára hasznos (ha nem is feltétlenül elengedhetetlen), ha alapszintű mérnöki ismeretekkel rendelkezik az elektrotechnikában és a hullámfizikában, valamint, ha alkalmazott informatikusként át tudja tekinteni a saját moduláris rendszerének „kapcsolási” konfigurációját (pl. hogy melyik kábel melyik végét melyik jack csatlakozóba kell dugni a harminc kínálkozó közül, ha ezt vagy azt a programozott hangszekvenciát vagy filter effektet kívánja felhasználni).
Amikor – nagyjából talán a hatvanas-hetvenes évek fordulójára – kezdett látszani, hogy a szintetizátor esetleg több lehet, mint egzotikus effekteket biztosító különlegesség, és a technikai fejlődés, valamint a hangjuk iránti érdeklődés összességében egy külön hangszerkategóriát formálhat az eszközből, felvetve a tömegcikké válás lehetőségét, a gyártók törekedni kezdtek a fent leírt problémák megoldására. A szintetizátorok kompaktabbá váltak, ami -) nagyobb hordozhatóságot; -) ellenállóbb konstrukciót -) leegyszerűsített kezelést és programozást jelentett. A moduláris szintetizátorok elkezdtek eltűnni a piacról.
Az árak is csökkentek, azonban a kompakt analóg gépek többnyire még mindig iszonyú drágák voltak egy átlagzenekar vagy egy magánszemély számára. (Habár ez relatív és szituációfüggő állítás: pl. 1978-ban John Carpenter rendezőnek és zeneszerzőnek már jobban megérte egy Moog III moduláris szintetizátor-rendszeren zenét szereznie horrorfilmjeihez, mint egy nagyzenekart felbérelni. ) A hetvenes évek végén ezért elkezdődtek a kísérletek a szintetizátorok házi jellegű barkácsolására. Számos zenekar készített magának saját szintetizátort, mint pl. a Throbbing Gristle, a Kraftwerk vagy az OMD. A házilag barkácsolt gépek, mivel az alapelemek legegyszerűbben áramköri modulokból voltak elérhetőek, többnyire magukon viselték a moduláris rendszerek jellemzőit.
Napjainkban a moduláris rendszerek egyfajta reneszánsza figyelhető meg. Az analóg technológia iránt amúgy is nagy az érdeklődés: számos, a nyolcvanas évek elején használt „legendás” szintimodellt frissítenek fel a gyártók (Minimoog Model D, Prophet-6, Korg ARP Odyssey). Mivel hangzás szempontjából ez csak minőségi, de nem, paradigmatikus újítást jelent – új hangszintézis-módot a nyolcvanas évek óta nem sikerült feltalálni, pedig a zeneipar részéről állandó az igény a gyökeresen új hangzásokra – sok zenész érdeklődni kezdett az elektronikus hangkeltés gyökerei iránt, amire elsősorban a moduláris rendszerek tanulmányozása ad módot, mivel ezek már hardverszinten úgy alakíthatóak, ahogyan csak a technológia lehetőségei engedik. Vannak gyártók, amelyek direkten gyártanak áramköri modulokat azért, hogy ezekből szintetizátort lehessen összerakni.

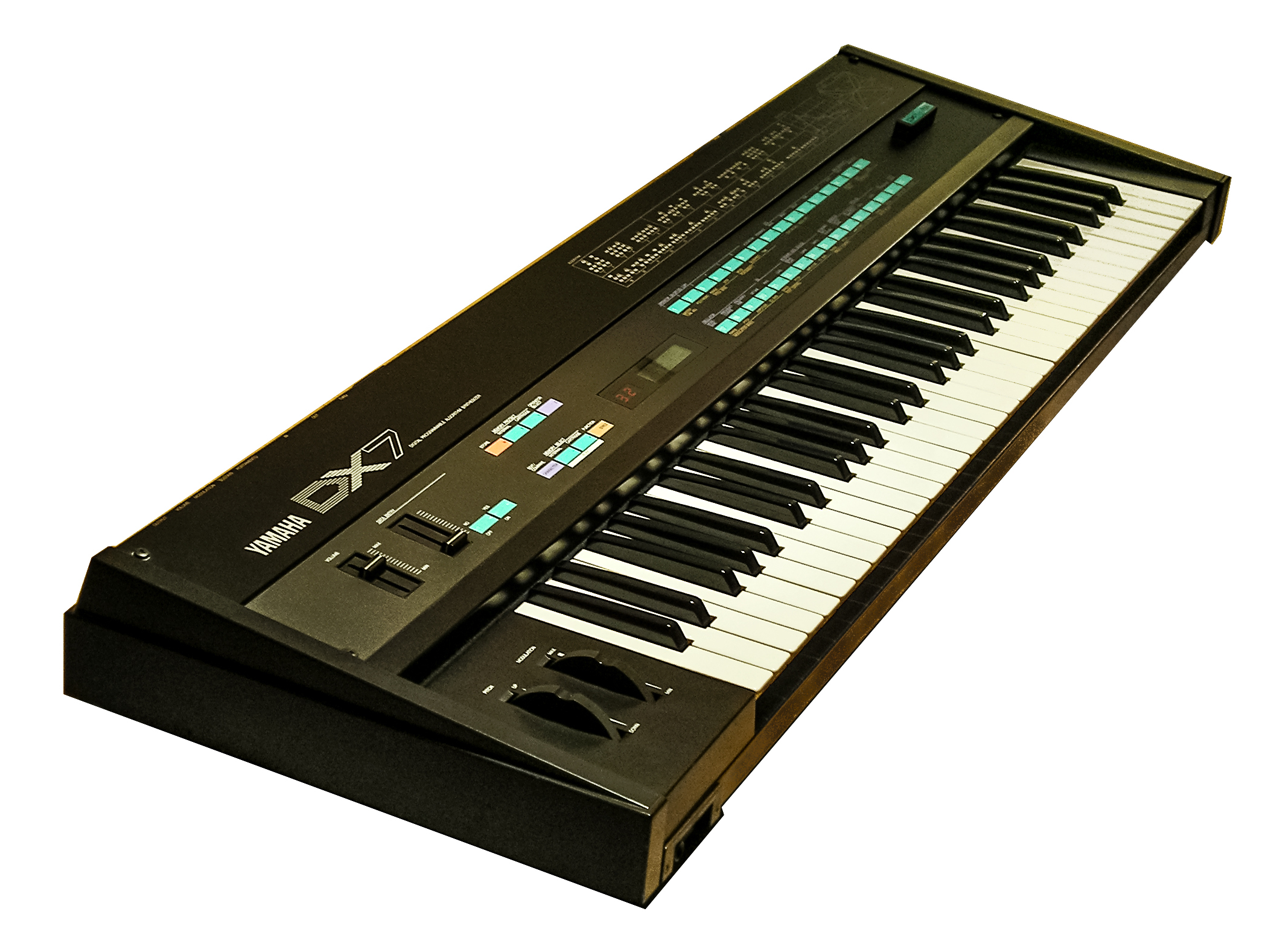
Yamaha DX7, a nyolcvanas évek könnyű pop-rock zenéjének fontos digitális alapszintetizátora

A digitális szintetizátorok körében nem alakult ki a „moduláris/fix” kettősség: ezek a gépek gyakorlatilag mind előregyártott, prefix jellegűek. Érthető módon: a működtetésüket vezérlő nyomtatott áramköröket és szilícium mikrochipeket pl. lehetetlen házilag előállítani, és, úgy tűnik, a laboratóriumi körülményeket igénylő összeszerelési folyamat újraélésére sem mutatkozik különösebb tömeges igény.  Ezért napjainkban a moduláris szintetizátorok analóg szintetizátorok is egyben.

### Külső és belső memória
A hetvenes évek közepétől kezdődtek meg a kísérletek az analóg hangszerek vezérlőszekciójának integrálására digitális processzorokkal, azaz digitális számítógépekkel. A hetvenes évek vége felé jelentek meg a kereskedelmi forgalomban ezek a gépek, elsőként Don Buchla gyártásában (Buchla 200 Electric Music Box család, valamint a Buchla Touché modell). Ennek az volt a célja, hogy a szintetizátor irányítását és a hangszínek programozását megkönnyítse, ill. az utóbbit egyáltalán lehetővé tegye. Egy moduláris rendszerben előfordulhat, hogy a modulok között kábelek tucatjait kell átkötni, hogy egy adott hangszín vagy szekvenszer program előálljon – és ez csak egyetlen „hangszer” váltása. A digitális processzorok sokkal kevésbé munkamentesen, pár gomb lenyomásától indíttatva képesek ugyanezt a feladatot elvégezni. (Megjegyezzük, hogy ettől még nem válik az analóg hangszer digitálissá, mivel az „analóg / digitális” jelző a szintetizátor esetében kizárólag a hangképzés módjára, a hangszignál előállítására utal, nem pedig a szerkezet mellékfunkcióinak irányítására).
Kezdetben még nehézkes volt a technológia: a Buchla modellek pl. minden hangszín tárolásához külön, eléggé nagyméretű rezisztoros patch kártyát használtak, de fokozatosan sikerült megoldani, hogy a szintetizátorok belső memóriamodulokon tárolják a beállításokat. A PC-korszak beköszöntével sok hangszert integráltak a hajlékonylemez (floppylemez) technológiával (közismert példa a Roland W30 sampler), illetve hasonló lemezes meghajtókkal (pl. ZIP drive), hogy a tárhelyet potenciálisan végtelenítsék.
A modern hangszerek többsége ma már az USB kommunikációs szabványra alapuló technológiákat használja külső tárként, pendrive-ok és hasonló memóriamodulokon tárolva azokat az adatokat, amik a hangszer sosem elegendő belső tárolóira nem férnek. Ez egyben azt is jelenti, hogy a kiírt adatok számítógépek (PC, tablet stb.) számára is értelmezhetőek, sőt szerkeszthetőek. Szinte csak kuriózumként léteznek az olyan, főképp analóg hangszerek, amelyekbe – a gyártók állítása szerint tudatosan – nem építettek patch memóriát (pl. Analogue Solutions Telemark-K V2 vagy a Moog néhány terméke, így pl. a Moog Voyager OS) , így – amint mondják – a hangszer "minden bekapcsolásakor egyedi hangon szólal meg" (a Voyager esetében azért nincs memóriamodul, hogy hasonlítson a Minimoog Model D-re, aminek a remake-jének szánták).

### Szoftveres szintetizátorok / Hardveres szintetizátorok
Új jelenség a hagyományos „vas-”, „fa-” avagy „műanyag” házas szintetizátorok mellett a professzionális hangminőséget produkáló szintetizátorszoftverek, -emulációk megjelenése, amelyek segítségével a számítógépen lehet hangokat előállítani a szintetizátorokhoz hasonló elveket követve. Természetesen már a legprimitívebb személyi számítógépek is rendelkeztek hangok előállítására és lejátszására alkalmas alrendszerekkel (nagyon kezdetleges szintetizátor alegységgel), azonban a kilencvenes évek elejéig ez a lehetőség a minőség/ár aránya tekintetében egyszerűen nem volt komolyan vehető sem, nemhogy versenyképes (tehát vagy nagyon alacsony minőségű, még a könnyűzeneipar „alja” igényeinek kielégítéséhez sem elegendő hangzást és hangkeltő/-vezérlő felületet volt csak képes előállítani, vagy elfogadható közelit, de roppant drágán; a professzionális, „akadémista” igényeket pedig meg sem közelítette). Ez mára megváltozóban van. (Akadályozta a szoftveres zeneszintézis kibontakozását a tároló- és tömörítőtechnológia korlátoltsága is: a CD-technológia, illetve a gigabájt méretű merevlemezek tömegtermékké válásáig a tárolóeszközök sem voltak alkalmasak (méret/ár viszonyt tekintve) a számítógéppel készített professzionális-közeli hangok nagy tömegben való rögzítésére, a tárigény csökkentésének egy kézenfekvő lehetősége, a hangadatok tömörítése is meglehetősen ismeretlen, megoldatlan volt (legalábbis szélesebb körben) az MP3-szabvány feltalálásáig.)
A szoftveres szintetizátorok egy része imitálja az analóg moduláris szintetizátorok felépítési elveit, már csak azért is, hogy egyes régi, legendává vált (és napjainkban is iszonyú drágán újraforgalmazott) termékek hangját minél hűebben, de elérhető áron lehessen reprodukálni, és vezérlésmódjuk illúzióját kelteni.

### Cégek
Jellemző a szintetizátorokra, hogy minőségüket – pontosabban presztízsüket – és különféle paramétereiket sokszor nagyban meghatározzák az őket gyártó cég gyártási és forgalmazási módszerei.

#### Nagyobb vagy technológiatörténeti jelentőségű gyártók
Egykori és mai, fontosabb vagy nagyobb szintetizátorgyártó cégek:
- Access

- Akai Electric Company
- Alesis (Los Angeles, USA)
- ARP Instruments (amerikai)
- Arturia (francia)
- Behringer (német, düsseldorffi és kínai székhelyekkel)[21]
- Bontempi (olasz)
- Casio (Japán)
- Clavia Digital Music Instruments / Clavia DMI AB (svéd)
- Dewanatron (New York (Brooklyn), USA)
- (D. „Don”) Buchla / BEMI (Buchla Electronic Musical Instruments; Kalifornia, USA / Ausztrália)
- Elektron (svéd, Göteborg)[22]
- EMS (Electronic Music Studios) (angol)
- E-mu Systems (amerikai)
- Ensoniq (amerikai)
  - ELKA (A Generalmusic leányvállalkozása, ill. márkacsaládja)
- Formanta (orosz, Kacskanar)
- Generalmusic (olasz, 2011-ben megszűnt, jelenleg a finn Soundion Oy Ltd. leányvállalata)
- JoMoX (német)
- Kawai
- Korg (japán)
- Medeli (eleinte a Fujitone és First Austria márkaneveket is használták) (Hongkong)
- MFB (német)
- Modal Electronics (régebben Modulus Electronics) (Bristol, Egyesült Királyság)
- R. Moog / Moog Music (amerikai)
- Novation (High Wycombe, Egyesült Királyság; brit)
- Oberheim Electronics (ma már olasz, eredetileg amerikai)
- PPG (német volt, megszűnt)
- Quasimidi Musikelektronik GmbH (német volt, megszűnt)
- Roland Corporation (korábban Ace Electronic Industries) (japán)
- Sequential Circuits / Dave Smith Instruments (USA-beli) [23]
- Teenage Engineering
- Vermona (keletnémet, német)
- Vox (eredetileg gitárgyártó cég, jelenleg a Korg leányvállalata)
- Waldorf (német)
- WERSI
- Yamaha (japán)

#### Kisebb vagy újabb cégek
- Analogue Solutions (Egyesült Királyság[24])
- Artisan Electronic Instruments[25]
- Cwejman (svéd)[26]
- Electro-Harmonix (New York, USA)
- Fabuloussilicon (Denver, USA)[27]
- Hypersynth[28]
- MakeNoise (USA, Asheville, Észak-Karolina)[29]
- Modor / Modor Digital Synthesizers (Borgerhout, Antwerpen, Belgium)[30]
- Social Entropy
- Soma Laboratory[31]
- Squarp Instruments
- Trautoniks (német)[32]

## A szintetizátorok fejlődése

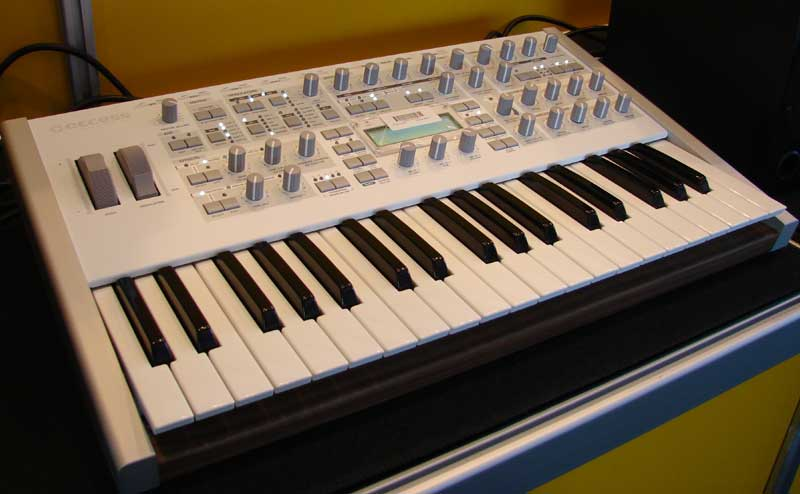
Access Virus „TI Polar” virtuális analóg szintetizátor, a kétezres évek tánc- és elektronikus zenéjének (elektro-, techno-, trance-, industrial) egyik rendkívül elterjedten használt eszköze

A technológia a hatvanas évekig mérete és bonyolultsága folytán csak egy szűk réteg számára volt elérhető, a hangok programozása is bonyolult, ezért inkább számítástechnikai feladat volt, mint zenei.
Az első, nagy tömegek számára is elérhető szintetizátor létrehozásához vezető első lépést 1961-ben Robert Moog tette meg, amikor is egy egészen eredeti elektronikus hangszer, az orosz Leon Theremin által 1919-ben megalkotott Teremin sorozatgyártásába kezdett. Ez tranzisztoros formánsszintézist alkalmazott Harald Bode német mérnök ötlete és közreműködése alapján. Az 'Electronics World' magazin 1961. januári számában történt bemutatás után Robert Moog három év alatt közel 1000 Teremin kitet adott el (a felhasználó maga rakhatta össze belőle saját Tereminjét), ez alapozta meg későbbi fejlesztéseit. Egy hordozható gitárerősítő megalkotása után figyelme a szintetizátorok felé fordult. 1963 telén egy új hangkeltésre alkalmas áramkör terveit fektette le, majd az 1964. szeptemberi "Audio Engineering Society Convention" kiállításon már be is mutatta azt. Nem sokkal ezután belekezdett a szintetizátorok gyártásába, melyet Herbert A. Deutsch és Walter (később Wendy) Carlos zeneszerzők segítettek. Ez volt a Moog moduláris szintetizátor. Populáris zenére a Beatles együttes számára készült egy példány, majd Mick Jagger 1967-ben rendelt meg egy nagy moduláris rendszert (ezt a rendszert egyetlen filmzenekészítésénél használta, majd később eladta a német kísérleti elektronikus zenét készítő Tangerine Dream zenekarnak). Az átütő sikert Carlos "Switched on Bach" c. elektronikus zenei albuma hozta meg, melyben Bach szerzeményeit dolgozta fel elektronikus formában.
Az 1970-es években a nagy moduláris rendszerek helyett viszont egyre inkább szempont lett a hordozhatóság, így megszületett a Minimoog, mely előre definiált beállításokat tartalmazott.
A szintetizátor rendszeresebb használata könnyűzenei együttesek által csak a hetvenes évek legvégére lett jellemző. És filmzenészek is előszeretettel használták/használják.
A magyar könnyűzenében az Omega együttes használt először szintetizátort, mára azonban elterjedten használják a koncertszínpadokon és a vendéglátóiparban egyaránt.
A szintetizátorok vezérlésének magyar úttörői voltak még a debreceni származású Szalay testvérek, MUZIX 81 nevű rendszerükkel.

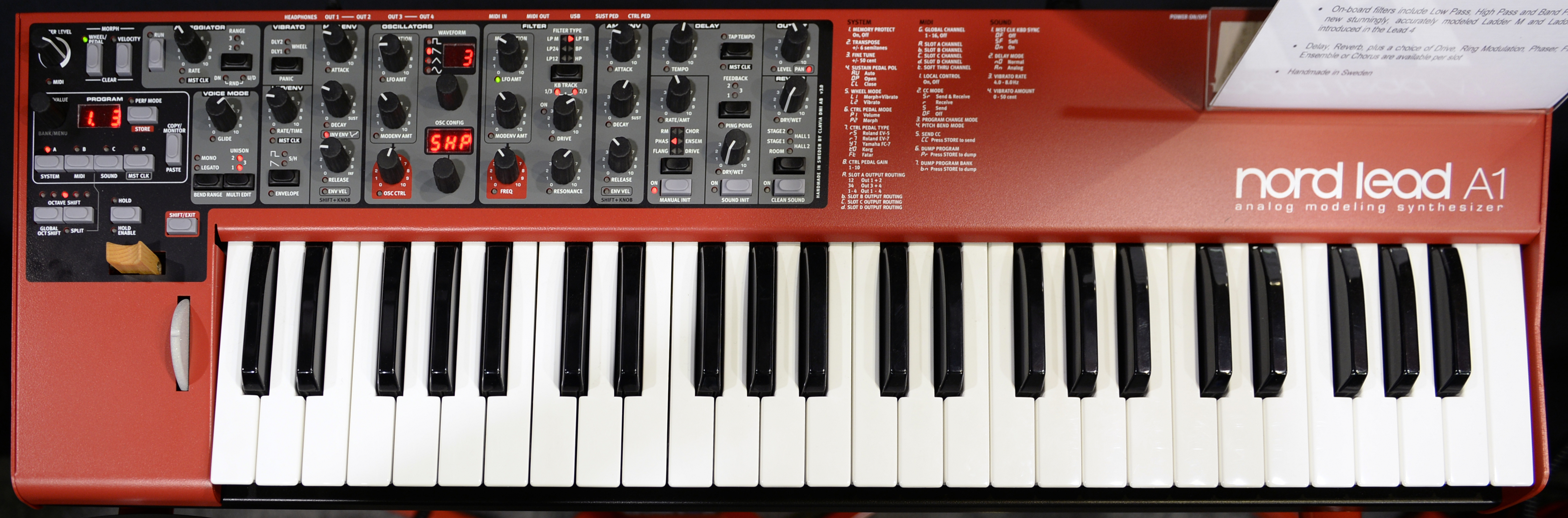
Clavia Nord Lead A1 – a legjobbnak tartott virtuálanalóg szintetizátor. Legelső változata, a Nord Lead 1994-ben jelent meg.

A magyar komolyzenében Baráth Bálint, Eötvös Péter, Faragó Béla, Hortobágyi László, ifj. Kurtág György, Jeney Zoltán, Madarász Iván, Nagy Ákos, Olsvay Endre, Patachich Iván, Pintér Gyula, Pongrácz Zoltán, Sugár Miklós, Szigeti István, akik alkalmanként vagy rendszeresen alkalmazzák vagy alkalmazták műveikben az analóg és a digitális szintetizátorokat.

## A hangkeltés módja
Erre a célra a szintetizátor többféle hangszintézist alkalmazhat (a felsorolás tükrözi a kialakulásuk időrendjét is):
- additív szintézis
- szubtraktív szintézis
- fényelektromos szintézis[33]
- PCM-alapú szintézis (ez már kitekintés a samplerek világába is)
- frekvencia moduláció (FM) szintézis
- amplitúdó moduláció (AM) Szintézis
- hullámtábla szintézis
- formánsszintézis
- spektrális szintézis
- granuláris szintézis
- fizikai modellezés

A digitális jelfeldolgozás, valamint a számítástechnika fejlődésével teret nyertek az ún. szoftverszintetizátorok is, melyek vagy dedikált hardveregység (általában DSP chip) vezérlőprogramjaként, vagy pedig szoftver alkalmazásként (plugin kiegészítőként) készülnek.

## Híres előadók
- Segesdi Stefánia
- Gellér Gábor
- Balázs Fecó (Korál)
- Benkő László (Omega)
- Berkes Gábor (Első Emelet, Rapülők, Emberek)
- Bonanza Banzai
- Depeche Mode
- Enigma
- Gallai Péter (Piramis, Bikini)
- Giorgio Moroder
- Hauber Zsolt
- Jakab György (Neoton Família)
- Jean-Michel Jarre
- Kitaró
- Kraftwerk
- Schulze, Klaus
- Lepés Gábor (Balkan Fanatik, Ákos)
- Milkovics Mátyás (Neo)
- Lerch István (V’Moto-Rock)
- Pet Shop Boys
- Panta Rhei
- Presser Gábor
- Skrillex
- Space
- Tangerine Dream
- The Art of Noise
- The Prodigy
- Tomita Iszao
- Vangelis
- YMO / Logic System
- Yello
- TheFatRat
- Erasure
- Jankai Béla
- Körmendi Péter
- Geri Gábor (Betli Duó)
- Gömöry Zsolt (EDDA)
- Hozso (Kozmix)
- Döme dee
- Lagzi Lajcsi
- Mihály Tamás{Omega, D.Nagy és a Frakció}
- Fenyő Miklós
- Novai Gábor
- Popper Péter
- Pierrott
- Gay Tamás
- Bruce Kulick{ Kiss-Crazy Nights Album}
- Mészáros Gyuri{Retroselli}
- Scooter
- Mark Oh
- Jee Jee{Jakab Junior}
- Kozso{Ámokfutók}
- Nagy Alekosz{VV4}
- Zámbó Jimmy

## Főbb műfajok
Azoknak a műfajoknak a listája, melyekben a szintetizátor kiemelt szerepet tölt be.
- kísérleti zene (experimental)
- elektronikus zene
- elektropop
- Űrzene: space disco, space pop, space rock
- Synth pop és Synth rock
- Új hullám
- Synthwave és Futurewave
- Dubstep
- Drum and bass
- Lakodalmas rock
- Elektronikus tánczenék (eurodance, trance, techno, EDM, rave, breakbeat, stb.)
- Hardstyle